# Ле-Пуаза
Ле-Пуаза́ (фр. Le Poizat) — колишній муніципалітет у Франції, у регіоні Овернь-Рона-Альпи, департамент Ен. Населення — 430 осіб (2011).
Муніципалітет був розташований на відстані близько 400 км на південний схід від Парижа, 80 км на північний схід від Ліона, 37 км на схід від Бург-ан-Бресса.

## Історія
До 2015 року муніципалітет перебував у складі регіону Рона-Альпи. Від 1 січня 2016 року належав до нового об'єднаного регіону Овернь-Рона-Альпи.
1 січня 2016 року Ле-Пуаза і Лаллейр'я було об'єднано в новий муніципалітет Ле-Пуаза-Лаллейр'я.

## Демографія
Динаміка населення (INSEE і Cassini ):
Розподіл населення за віком та статтю (2006):
| Стать | Всього | До 15 років | 15-24 | 25-44 | 45-64 | 65-85 | Понад 85 |
| --- | ------ | ----------- | ----- | ----- | ----- | ----- | -------- |
| Чоловіки | 205    | 56          | 12    | 60    | 53    | 20    | 4        |
| Жінки | 199    | 53          | 4     | 65    | 61    | 12    | 4        |
| \| Статево-вікова піраміда \| Статево-вікова піраміда \| Статево-вікова піраміда \| \| ----------------------- \| ----------------------- \| ----------------------- \| \| Чоловіки \| Вік \| Жінки \| \| 4 \| 85 + \| 4 \| \| 8 \| 80-84 \| 4 \| \| 0 \| 75-79 \| 0 \| \| 4 \| 70-74 \| 0 \| \| 8 \| 65-69 \| 8 \| \| 11 \| 60-64 \| 19 \| \| 4 \| 55-59 \| 23 \| \| 23 \| 50-54 \| 8 \| \| 15 \| 45-49 \| 11 \| \| 11 \| 40-44 \| 15 \| \| 30 \| 35-39 \| 19 \| \| 19 \| 30-34 \| 23 \| \| 0 \| 25-29 \| 8 \| \| 8 \| 20-24 \| 4 \| \| 4 \| 15-20 \| 0 \| \| 15 \| 10-14 \| 8 \| \| 15 \| 5-9 \| 19 \| \| 26 \| 0-4 \| 26 \| |        |             |       |       |       |       |          |
| Статево-вікова піраміда |        |             |       |       |       |       |          |
| Чоловіки | Вік    | Жінки       |       |       |       |       |          |
| 4 | 85 +   | 4           |       |       |       |       |          |
| 8 | 80-84  | 4           |       |       |       |       |          |
| 0 | 75-79  | 0           |       |       |       |       |          |
| 4 | 70-74  | 0           |       |       |       |       |          |
| 8 | 65-69  | 8           |       |       |       |       |          |
| 11 | 60-64  | 19          |       |       |       |       |          |
| 4 | 55-59  | 23          |       |       |       |       |          |
| 23 | 50-54  | 8           |       |       |       |       |          |
| 15 | 45-49  | 11          |       |       |       |       |          |
| 11 | 40-44  | 15          |       |       |       |       |          |
| 30 | 35-39  | 19          |       |       |       |       |          |
| 19 | 30-34  | 23          |       |       |       |       |          |
| 0 | 25-29  | 8           |       |       |       |       |          |
| 8 | 20-24  | 4           |       |       |       |       |          |
| 4 | 15-20  | 0           |       |       |       |       |          |
| 15 | 10-14  | 8           |       |       |       |       |          |
| 15 | 5-9    | 19          |       |       |       |       |          |
| 26 | 0-4    | 26          |       |       |       |       |          |

## Економіка
2010 року серед 268 осіб працездатного віку (15—64 років) 219 були активними, 49 — неактивними (показник активності 81,7%, у 1999 році було 71,9%). З 219 активних мешканців працювало 209 осіб (120 чоловіків та 89 жінок), безробітними було 10 (3 чоловіки та 7 жінок). Серед 49 неактивних 15 осіб було учнями чи студентами, 21 — пенсіонерами, 13 були неактивними з інших причин.

У 2010 році в муніципалітеті числилось 166 оподаткованих домогосподарств, у яких проживали 424,0 особи, медіана доходів виносила 20 982 євро на одного особоспоживача